# 湖北省人民政府直属机构
湖北省人民政府直属机构在湖北省人民政府统一领导下，负责领导和管理某一方面的行政事务，行使特定的国家行政权力，其行政首长均为湖北省人民政府组成人员。目前，湖北省人民政府设置17个直属机构。

## 现行湖北省人民政府直属机构序列
1. 湖北省物价局
2. 湖北省统计局
3. 湖北省体育局
4. 湖北省旅游局
5. 湖北省粮食局
6. 湖北省林业局
7. 湖北省地方税务局
8. 湖北省新闻出版局
9. 湖北省广播电影电视局
10. 湖北省工商行政管理局
11. 湖北省质量技术监督局
12. 湖北省机关事务管理局
13. 湖北省安全生产监督管理局
14. 湖北省人民政府法制办公室
15. 湖北省人民政府防空办公室
16. 湖北省支援三峡工程建设委员会办公室
17. 湖北省参事室 [1]